# Frente Republicano y Socialista
El Frente Republicano y Socialista (en portugués Frente Republicana e Socialista) (FRS) fue una coalición electoral formada por el Partido Socialista (PS), Unión de Izquierda Socialista Democrática (UESD) y Acción Social Demócrata Independiente (ASDI), registrada el 1 de agosto de 1982. La coalición se formó de cara a las Elecciones legislativas de 1980, obteniendo el 26,65% de los votos.
| Fecha | Votos     | %          | Diputados | +/- | Candidato    | Resultado |
| ----- | --------- | ---------- | --------- | --- | ------------ | --------- |
| 1980  | 1.673.279 | 27,76 (2º) | 74/250    | a   | Mário Soares | Oposición |

a Respecto al resultado del Partido Socialista en 1979.

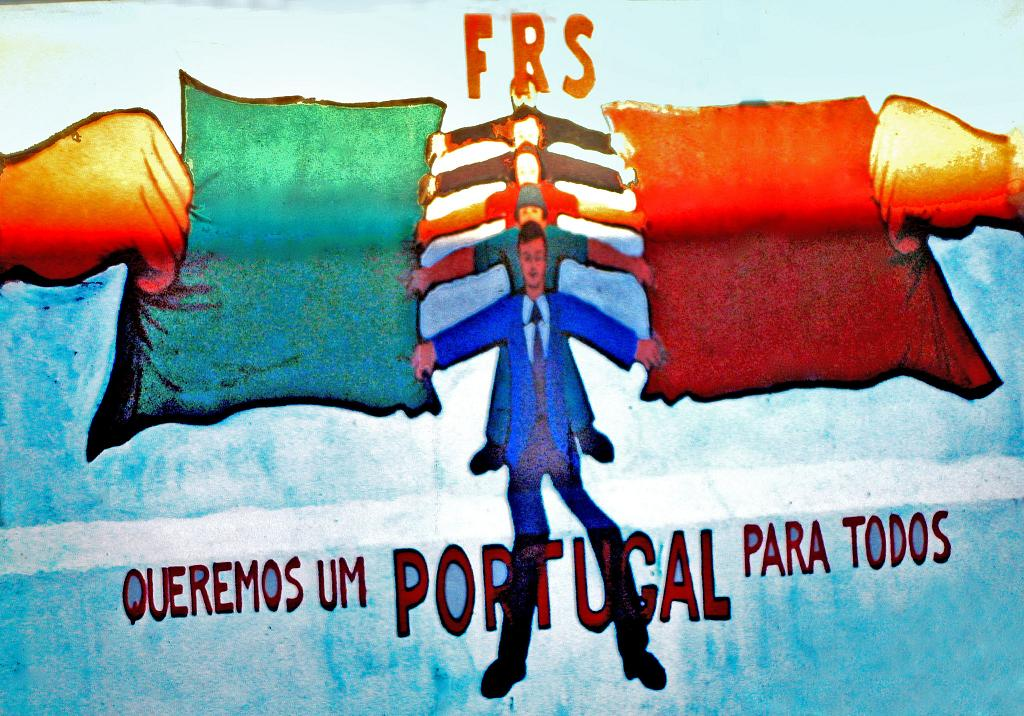
FRS - Frente Republicana e Socialista, pintura mural de 1980.

- Datos: Q3052424